# Grozești (Mehedinți)
Grozești è un comune della Romania di 2195 abitanti, ubicato nel distretto di Mehedinți, nella regione storica dell'Oltenia. 
Il comune è formato dall'unione di quattro villaggi: Cârceni, Grozești, Păsărani, Șușița.